# Gaijin Entertainment
Gaijin Entertainmentは、ハンガリー・ブダペストに本社を置く独立系ゲームソフトウェア開発・販売会社である。

## 概要
Gaijin Entertainment（以下、Gaijin）は2002年に設立され、海外拠点（ドイツ・カールスルーエ）を含む6つの支部に160人以上のスタッフを擁する、ハンガリー最大のゲーム開発企業並びにIT企業である。
かつてはロシア最大のゲーム制作会社で 、モスクワに本社があったが、公式サイトでその事実は伏せられており、「ヨーロッパのゲーム制作会社」を自称している。 CEOも含めた多くのロシア人スタッフを有し、ロシア向けに様々な事業を提供しているなど、ロシアと非常に強い関係を持つことで知られている。しかし一方で、現在当企業はロシアではなくハンガリーの企業であり、本社をブダペストに置くどころかロシア国内に直接の事業所も存在しない。
様々なプラットフォーム向け（Xbox 360、Xbox One、PlayStation 3、PlayStation 4、Microsoft Windows、Mac OS、Android、iOS、Linux、SteamOSなど）にこれまで30以上のソフトウェアを開発・販売しており、現在はWar Thunderが主要プロジェクトとなっている。
GaijinのソフトウェアにはDagor Engineと呼ばれる独自開発の3Dエンジンを使用している。Dagor EngineはMeqonやPhysXなどの技術が組み込まれており、この継続開発のため2005年に別会社Dagor Technologiesを設立した。

### 社名の由来
Gaijinの社名は日本語の「外人」に由来する。CEOのアントン・ユディンツェフによると、閉鎖的な日本市場で、開発したソフトウェアを世界に残したいとの思いがあり、日本市場における自らの局外者としての立場に皮肉を込めて命名したという。その後、2009年にXブレードの開発で日本市場に参入した。
コーポレートマークのカタツムリは、小林一茶の俳句「かたつむり　そろそろ登れ　富士の山」（一茶発句集より）に由来する。

## 主な製品
| タイトル                     | 発売日 | プラットフォーム                                         |
| ---------------------------- | ------ | -------------------------------------------------------- |
| Adrenaline                   | 2005   | Windows                                                  |
| Xブレード                    | 2007   | Windows, PS3, Xbox 360                                   |
| IL-2 Sturmovik:Birds of Prey | 2009   | Windows, PS3, Xbox 360                                   |
| Anarchy: Rush Hour           | 2010   | PS3                                                      |
| Apache: Air Assault          | 2010   | Windows, PS3, Xbox 360                                   |
| Braveheart                   | 2010   | iOS                                                      |
| Modern Conflict              | 2010   | iOS, Android                                             |
| 蒼の英雄 Birds of Steel      | 2012   | PS3, Xbox 360                                            |
| Blades of Time               | 2012   | Windows, PS3, Xbox 360                                   |
| Star Conflict                | 2012   | Windows, Mac, Linux, SteamOS                             |
| War Thunder                  | 2012   | Windows, Mac, Linux, PS4, PS5, Xbox One, Xbox Series X/S |
| Skydive: Proximity Flight    | 2013   | PS3, Xbox 360                                            |
| Crossout                     | 2016   | Windows, PS4, Xbox One                                   |
| CRSED (Cuisine Royale)       | 2018   | Windows, PS4, PS5, Xbox One, Xbox Series X/S, Switch     |
| Enlisted                     | 2021   | Windows,PS4, PS5, Xbox Series X/S                        |

## 物議を醸した出来事
Gaijinは自社とは無関係の個人ウェブサイトであるgaijin.comの所有者に対して、サイト名が誤解と混乱を招いているとして法的措置を取ったことで話題となった。訴訟は商標権などについて争われ、2013年11月に決着した。
2020年6月、ロシア人AV女優のエヴァ・エルフィーのスポンサーとなり、YouTube動画内でゲームを宣伝させていたことが議論を呼んだ。Gaijin側は特に問題とせず、2022年9月には同女優の公式デカールまで登場した。
2021年1月、軍事系YouTubeチャンネル Крупнокалиберный Переполох（クルプノカリベルヌイ・ペレポロフ、大口径騒動の意）を運営するロシア人YouTuberのアレクセイ・スミルノフがウクライナ東部ドンバスの紛争地域を取材した際、War Thunderのロゴが描かれたコンクリート製バリケードが映ったことから、Gaijinがドンバスの親ロシア派分離主義勢力に資金提供をしているのではないかとの批判に晒された。Gaijinはこれを否定し、いかなる政治問題には関与していないこと、当地に出稿していた広告代理店とは契約を解除するとの声明を発表した。また、スミルノフも2014年来ドンバス戦争によって生じた難民へのボランティア活動をしているだけであり、親ロ派勢力との関係を否定した上で当該の動画を削除した。
2022年のウクライナ侵攻に際して、「常に政治とは距離を置き、影響を与えるような発言などは今後より一層控え」「世界の平和と安全を祈る」と声明を発表した上で、運営に問題がないことを強調した。また、WarThunderなど一部のゲームにおいて、チャット機能を制限することでゲーム内における政治的対立を回避する動きに出た。